# Dépendances de la Couronne
Ne doit pas être confondu avec territoires britanniques d'outre-mer ou colonie de la Couronne.

Carte de localisation des dépendances de la Couronne : l'île de Man en mer d'Irlande et les bailliages de Jersey et de Guernesey dans la Manche.

Les dépendances de la Couronne (anglais : Crown dependencies) sont l'Île de Man d'une part, et les bailliages de Jersey et de Guernesey, qui forment les îles Anglo-Normandes, d'autre part. Il s'agit de territoires autonomes, possessions de la Couronne, qui ne font pas partie du Royaume-Uni ou des territoires britanniques d'outre-mer.
Du point de vue international, les dépendances de la Couronne sont des « territoires pour lesquels le Royaume-Uni est responsable » et pas des États souverains. Elles ne sont ainsi pas membres du Commonwealth. Elles participent au Conseil britannico-irlandais.
Les dépendances de la Couronne sont dotées de leurs propres pouvoirs législatif et exécutif, dont le chef porte généralement le titre de ministre en chef.
Elles ne sont pas représentées au parlement britannique.

## Couronne

Terminologie des entités politiques des îles Britanniques.

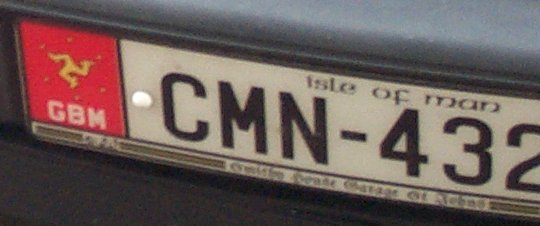
Plaque d'immatriculation propre à l'Île de Man.

Dans chaque dépendance, la Couronne est une institution séparée :
- À Jersey, les Officiers de Justice de la Couronne la définissent comme la Couronne du chef de Jersey (Crown in right of Jersey) avec toutes les terres de la Couronne dans le bailliage de Jersey appartenant à la Couronne du chef de Jersey et non pas au Crown Estate du Royaume-Uni[3],[4].
- La législation de l'île de Man définit la Couronne du chef de l'île de Man comme étant séparée de la Couronne du chef du Royaume-Uni[5].
- À Guernesey, la législation se réfère à la Couronne du chef du bailliage[6],[7] qui comprend « les institutions civiques et gouvernementales établies par et en vertu de l'autorité du monarque le gouvernement des îles, y compris les États de Guernesey et les législatures des autres îles, la Cour royale et les autres cours, le lieutenant gouverneur, les autorités de paroisse et la Couronne agissant en et par le Conseil privé »[8].

## Liste
Les territoires bénéficiant de ce statut sont :
| Drapeau | Nom du territoire | Capitale          | Population     | Superficie | Observations                                                                         | Langues officielles         | Monnaie            |
| ------- | ----------------- | ----------------- | -------------- | ---------- | ------------------------------------------------------------------------------------ | --------------------------- | ------------------ |
|         | Île de Man        | Douglas           | 88 733 (2016)  | 571 km2    | Située entre le Royaume-Uni et l'Irlande                                             | Anglais, mannois            | Livre mannoise     |
|         | Jersey            | Saint-Hélier      | 102 700 (2015) | 123 km2    | Regroupe les récifs des Écréhou et des Minquiers et quelques autres îlots inhabités. | jèrriais, anglais, français | Livre jersiaise    |
|         | Guernesey         | Saint-Pierre-Port | 61 158 (2015)  | 78 km2     | Regroupe Aurigny, Sercq, Herm, Jéthou, Brecqhou, Burhou et d'autres petites îles.    | Anglais                     | Livre guernesiaise |

Les gouvernements des dépendances de la Couronne sont des membres du Conseil britannico-irlandais. Le Comité judiciaire du Conseil privé sert de tribunal de dernière instance.